# Giuliano Frullani

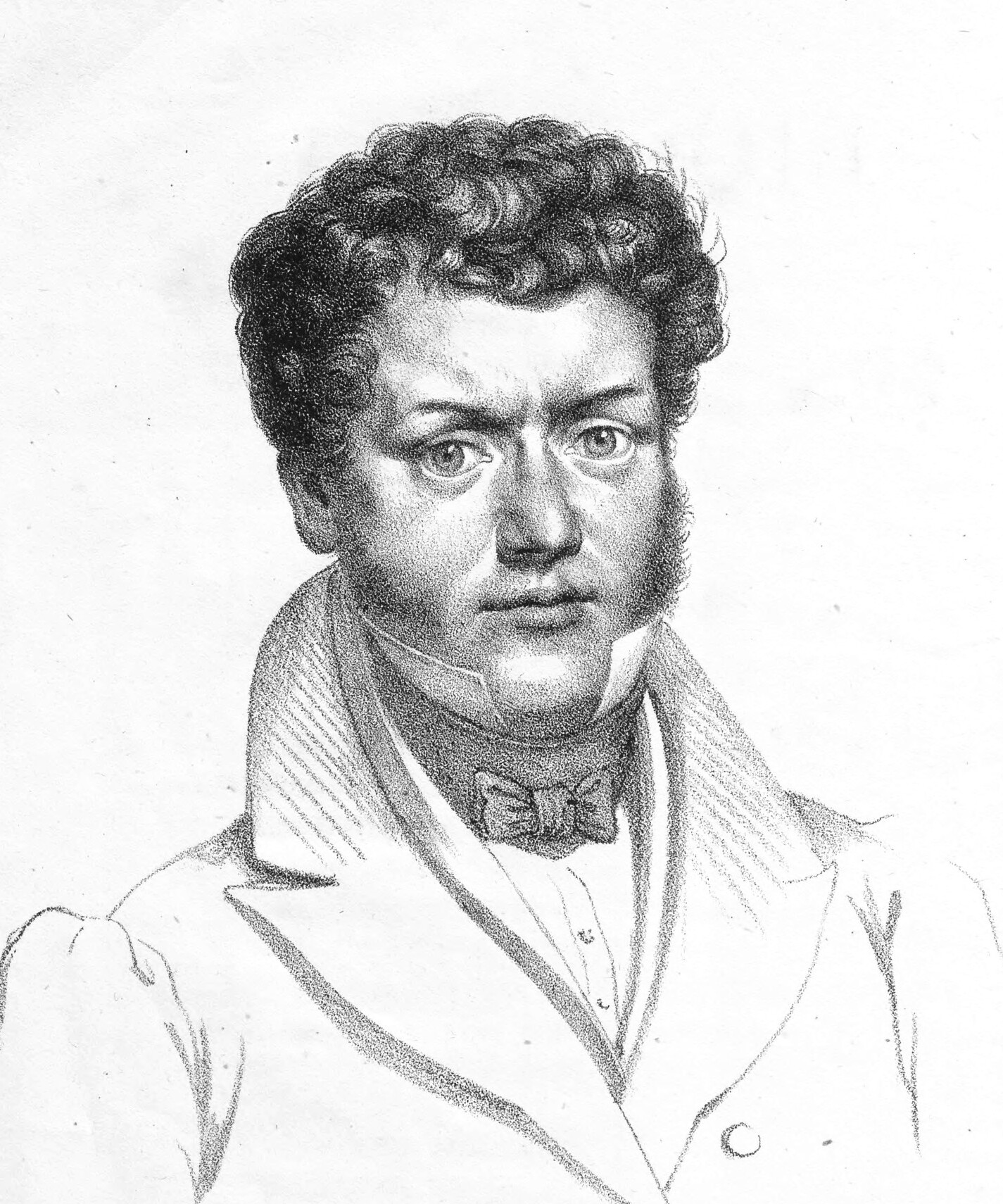

Giuliano Frullani (* 23. Februar 1795 in Livorno; † 5. März 1834 in Florenz) war ein italienischer Mathematiker. Er war Professor an der Universität Pisa und leitender Beamter im technischen Bereich.
Er hat sich mit der Theorie der bestimmten Integrale und der Entwicklung trigonometrischer Funktionen in Reihen und Integrale beschäftigt. Nach ihm sind die frullanischen Integrale benannt. Er unterhielt auch eine kontroverse Korrespondenz mit Paolo Ruffini über die Verwendung der unendlichen Reihen.
1827 wurde er als auswärtiges korrespondierendes Mitglied in die Académie royale de Bruxelles aufgenommen.